# A.C.A.B. (grup musical)
A.C.A.B. és un grup de música oi! de Malàisia. El grup està compromès amb el moviment skinhead, en conseqüència, estilísticament es basa en les bandes britàniques de punk rock de la segona generació, que el periodista musical Gary Bushell va subsumir amb l'eslògan «Oi!». També té influències del reggae i l'ska.
En les seues lletres, A.C.A.B. tracta temes de la cultura skinhead com la vida urbana, el futbol, la violència els caps de setmana i l'alcohol, tot i que també adopta una posició socialment crítica, per exemple, contra el racisme o la pobresa de la classe obrera.

## Discografia
- 1995: Demo '95
- 1996: Unite & Fight (EP)
- 1999: Eastern Oi!
- 2000: Live & Loud
- 2001: Skinhead 4 Life[2]
- 2002: Orang Timur
- 2003: Live & Loud 2
- 2003: Reloaded
- 2004: Bangun
- 2006: This Is The A.C.A.B.